# Milkov
Milkov je malá vesnice, část obce Ludmírov v okrese Prostějov. Nachází se asi 1,5 km na sever od Ludmírova. V roce 2009 zde bylo evidováno 38 adres a v  roce  2023 se objevila čísla 39 a 40. V roce 2001 zde trvale žilo 98 obyvatel a v roce 2023 zde žilo 74 obyvatel.
Milkov leží v katastrálním území Milkov na Moravě o rozloze 1,89 km2.

## Historie
Obec původně tvořila jeden celek s Ospělovem.

## Obyvatelstvo

### Struktura
Vývoj počtu obyvatel za celou obec i za jeho jednotlivé části uvádí tabulka níže, ve které se zobrazuje i příslušnost jednotlivých částí k obci či následné odtržení.
| Místní části   | Místní části | 1869 | 1880 | 1890 | 1900 | 1910 | 1921 | 1930 | 1950 | 1961 | 1970 | 1980 | 1991 | 2001 | 2011 |
| -------------- | ------------ | ---- | ---- | ---- | ---- | ---- | ---- | ---- | ---- | ---- | ---- | ---- | ---- | ---- | ---- |
| Počet obyvatel | část Milkov  | 201  | 205  | 198  | 196  | 169  | 175  | 169  | 139  | 148  | 129  | 139  | 124  | 98   | 76   |
| Počet domů     | část Milkov  | 29   | 30   | 31   | 31   | 32   | 32   | 33   | 34   | 31   | 30   | 31   | 31   | 31   | 34   |

## Fotogalerie

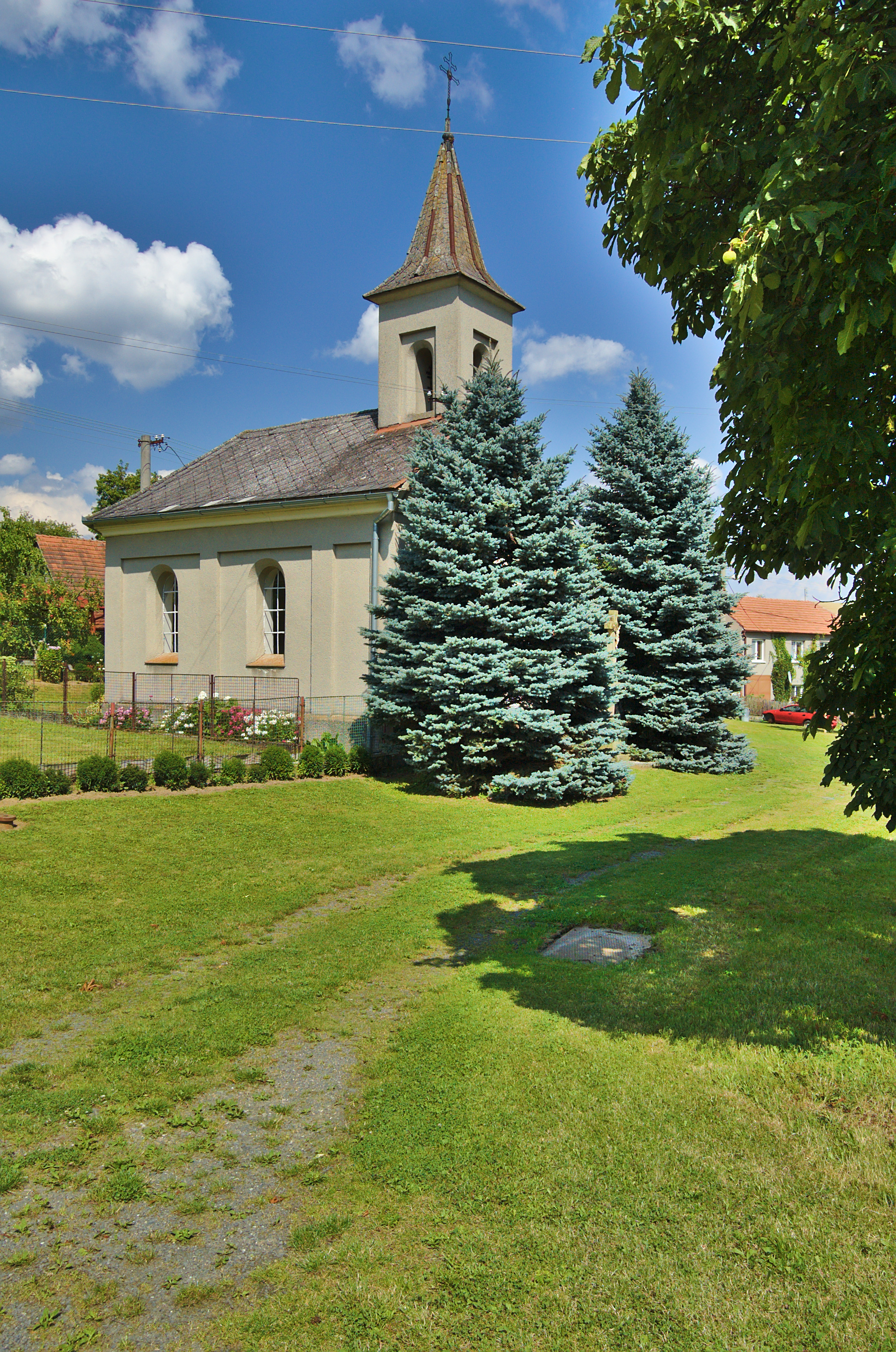
Kaple svatého Jana Nepomuckého
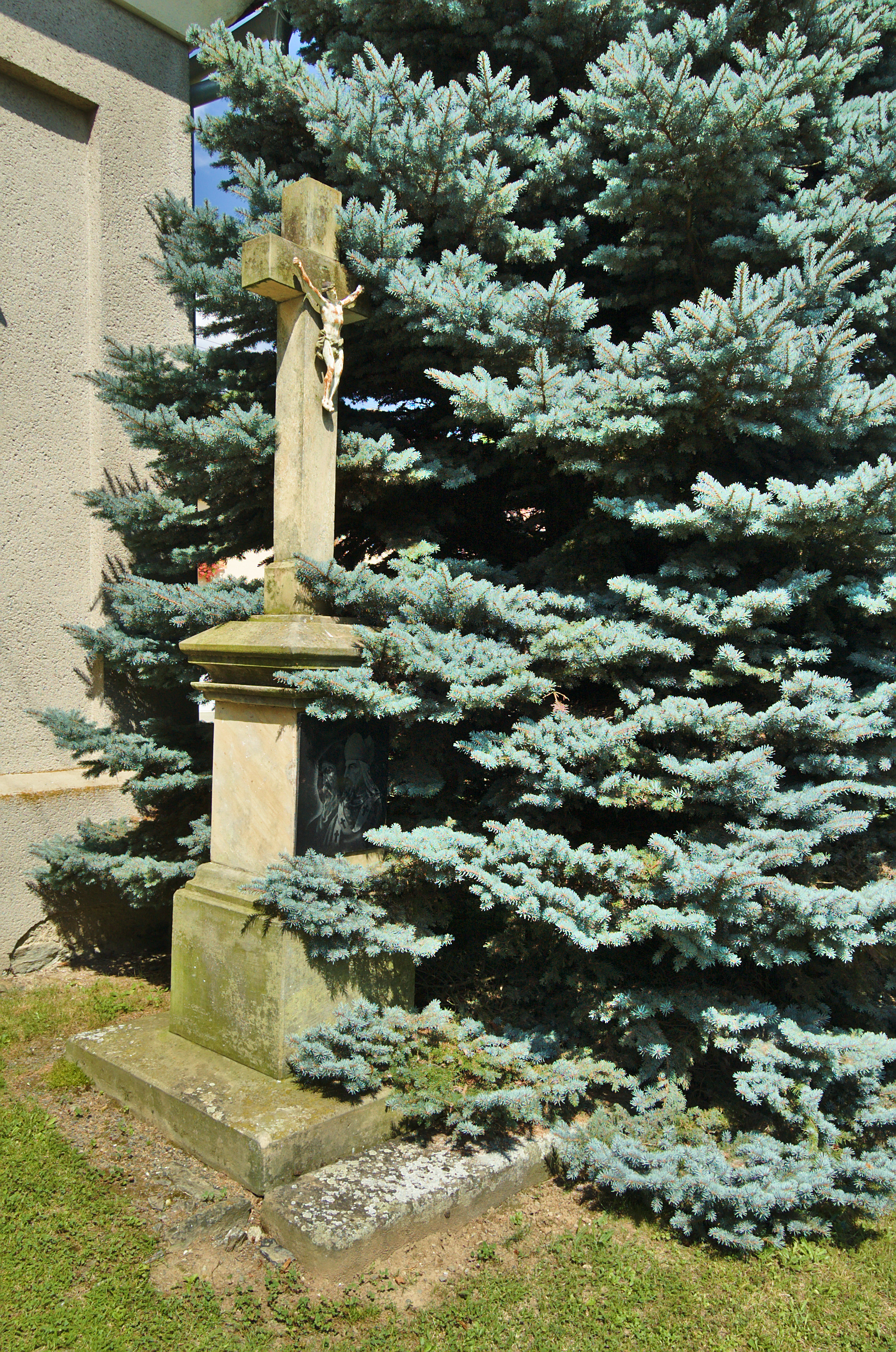
Kříž před kaplí
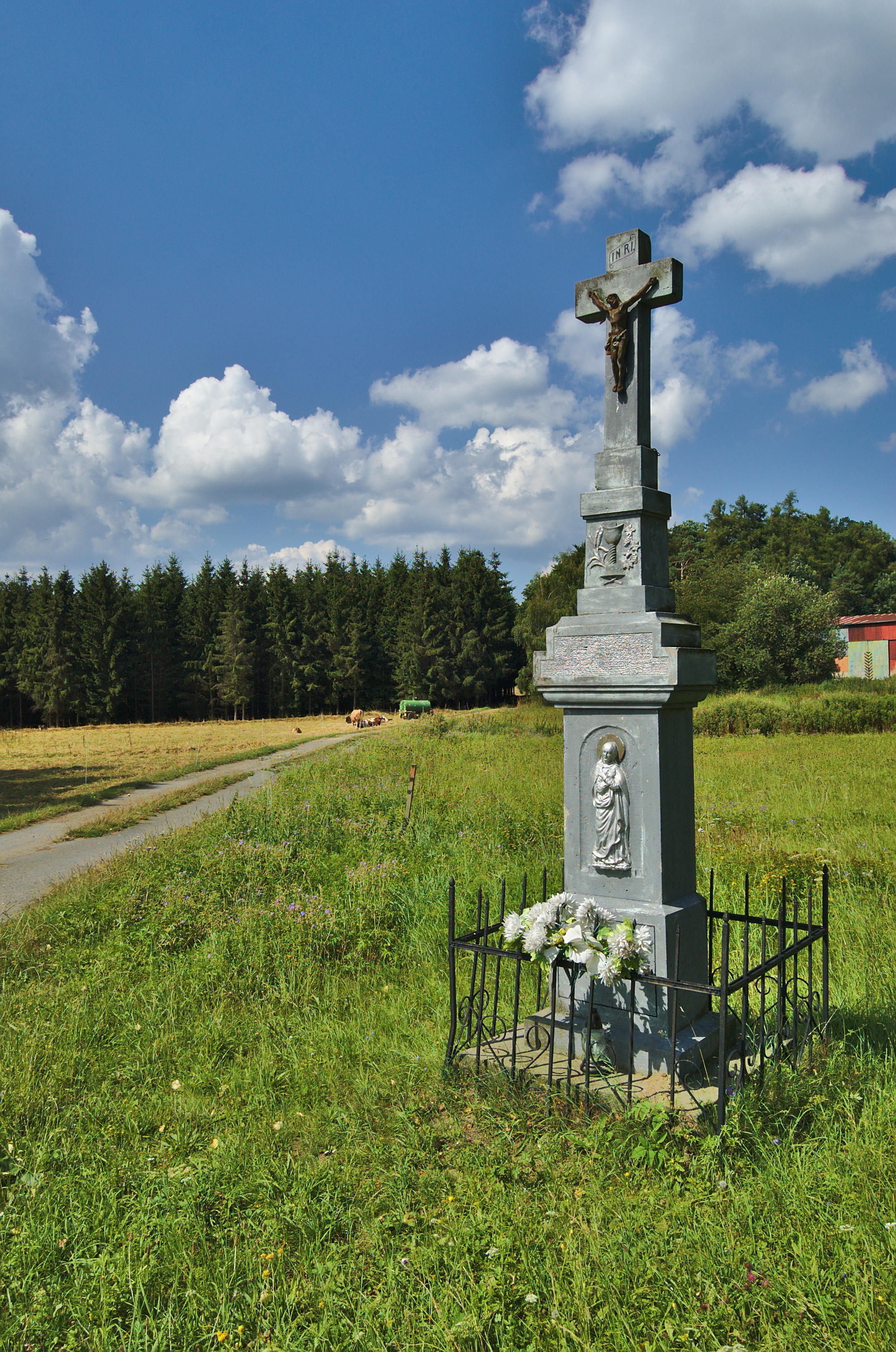
Kříž u křižovatky před zemědělským družstvem
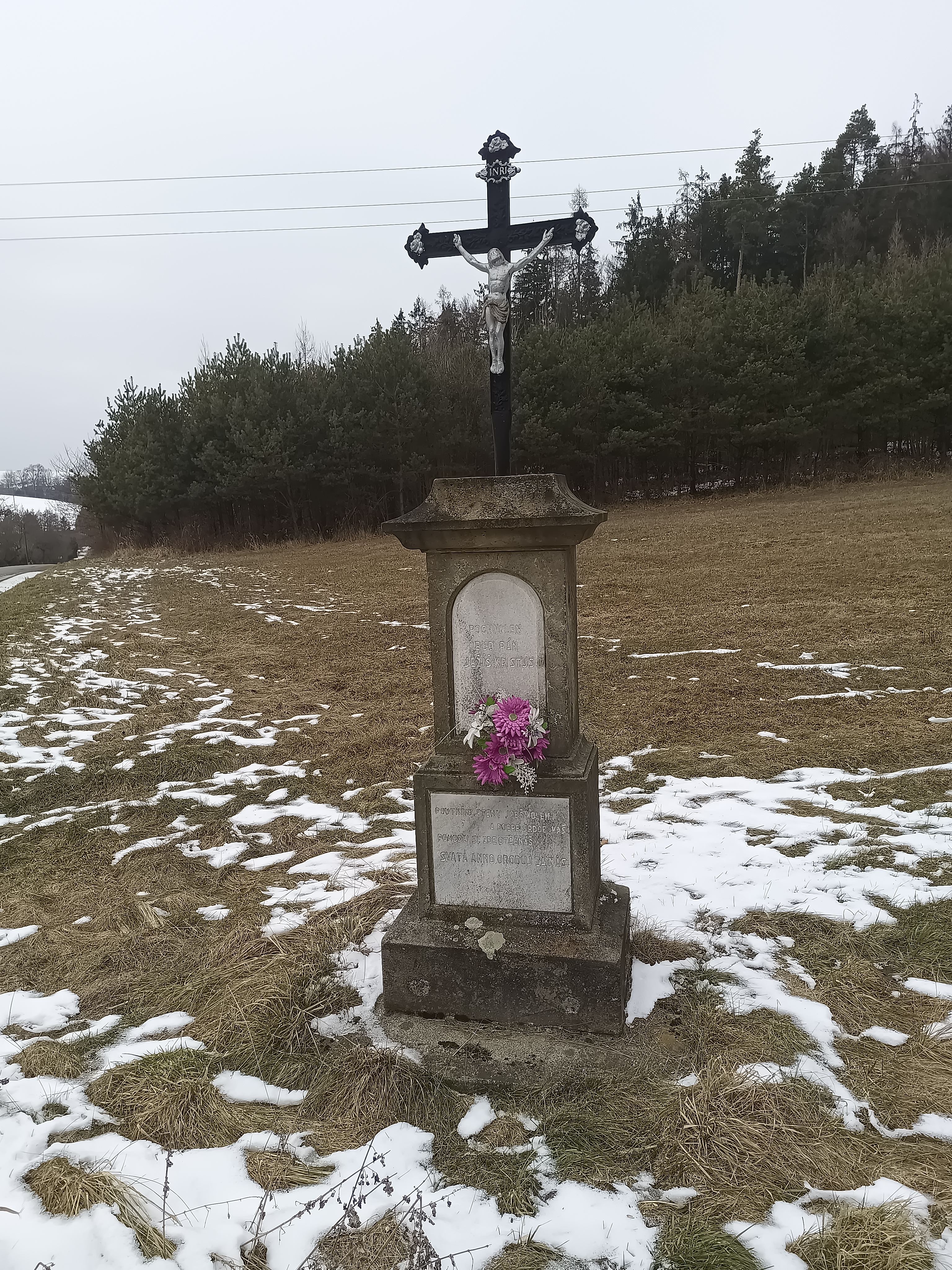
Kříž na východním okraji obce
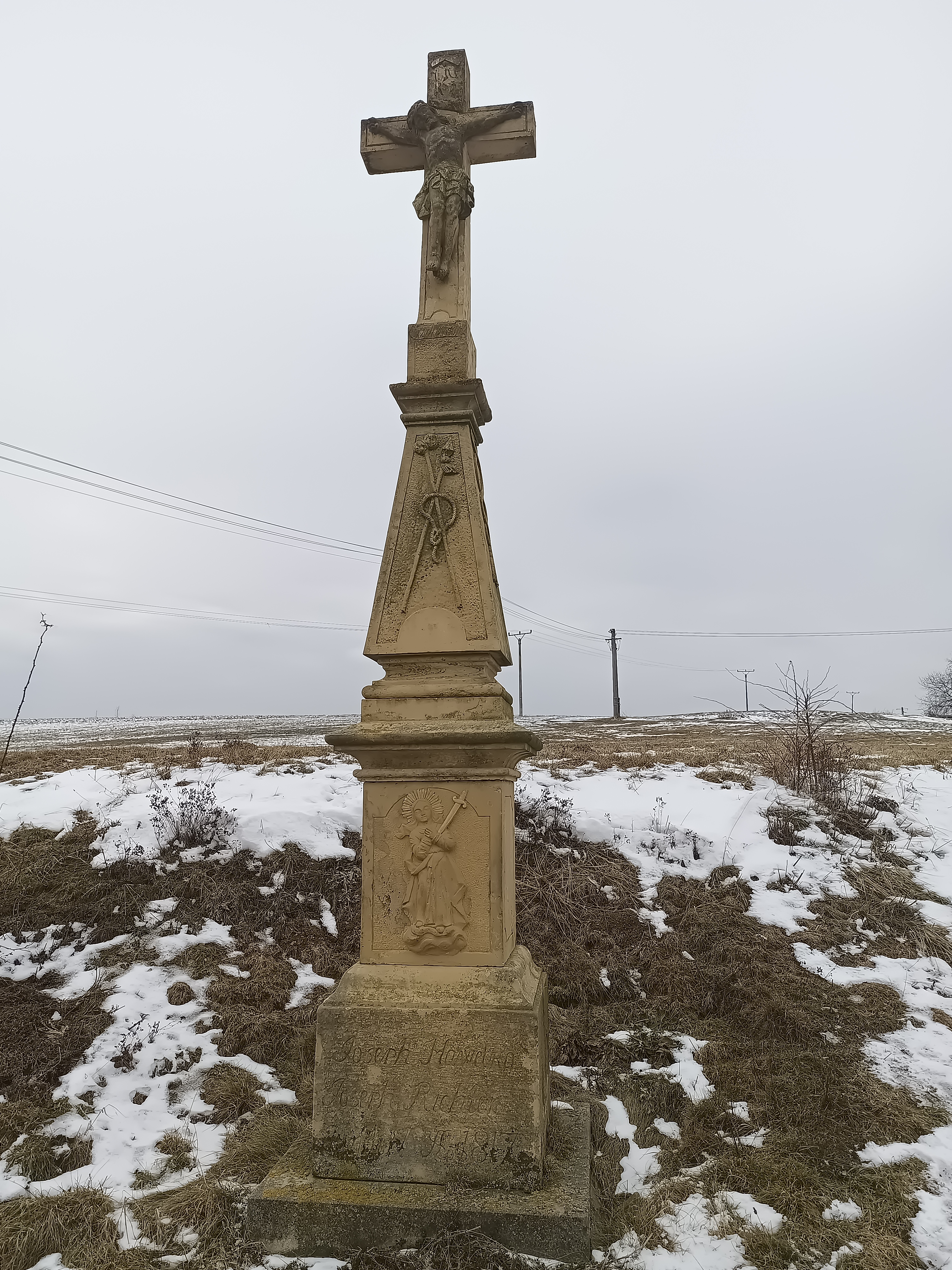
Pískovcový kříž na jihozápadním okraji obce
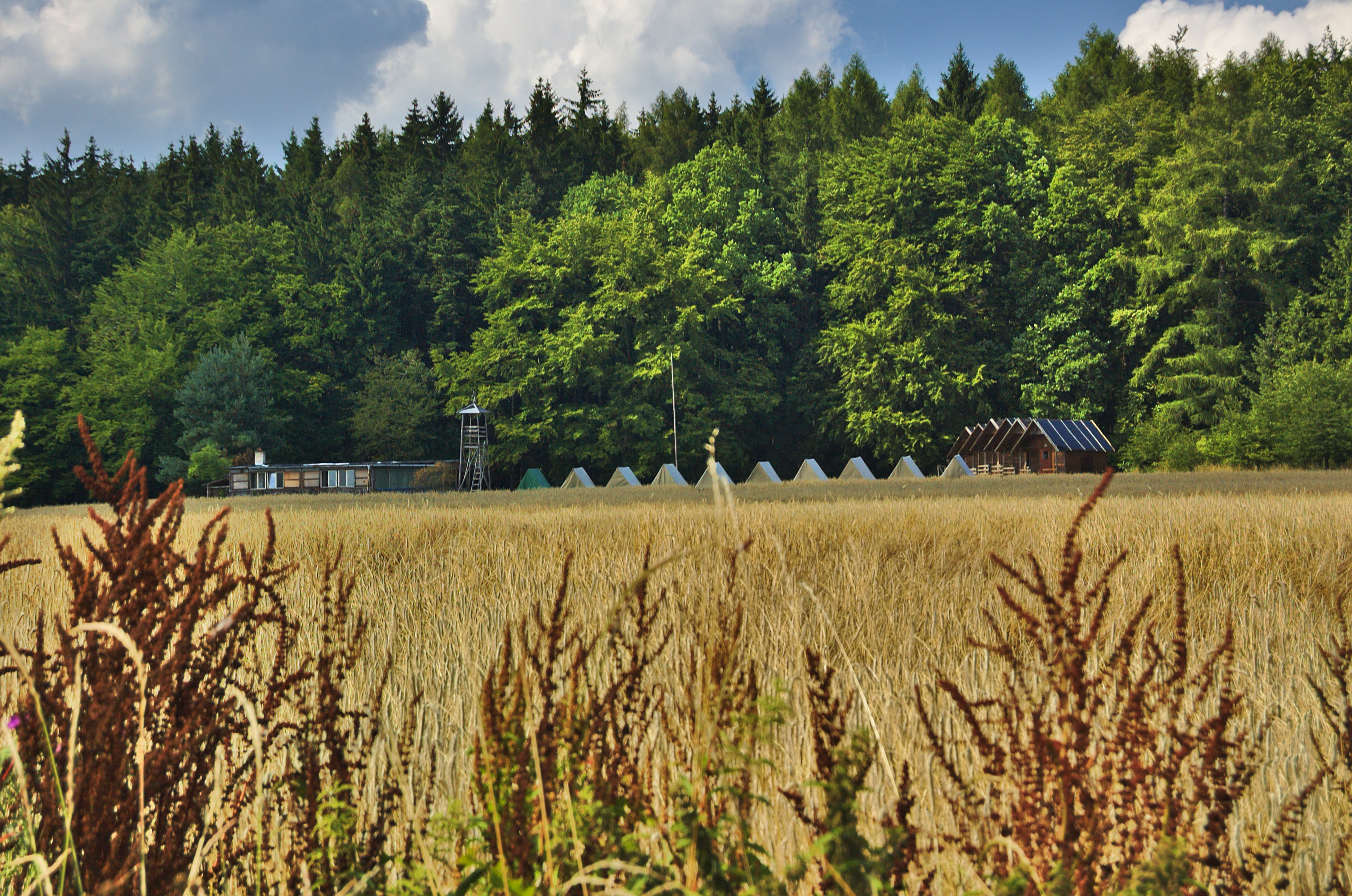
Skautský tábor